# Zamek w Baranowie Sandomierskim
Zamek w Baranowie Sandomierskim – późnorenesansowy zamek w Baranowie Sandomierskim, ze względu na podobieństwa zwany Małym Wawelem. Siedziba rodu Leszczyńskich została zbudowana według projektu Santi Gucciego w latach 1591–1606.

## Historia
Perła architektury renesansowej zamek–forteca w Baranowie Sandomierskim położona jest w nizinie dolnej Wisły. Pierwotny rycerski dwór obronny w miejscu dzisiejszego dziedzińca, o którym Długosz pisał, że w XV stuleciu należał do rodziny Baranowskich herbu Grzymała. U schyłku wieku dwór ten, lub wieża mieszkalna, przeszedł na własność Kurozwęckich herbu Poraj, najbogatszego wówczas rodu w Małopolsce. Następnymi właścicielami był ród Górków z Wielkopolski. W 1568 roku Stanisław Górka sprzedał dobra baranowskie Rafałowi Leszczyńskiemu herbu Wieniawa, który wybudował tu dwór renesansowy na planie prostokąta stanowiący dziś część zachodnią zamku. Według innej teorii parter zamku ma pochodzić z czasów Rafała Leszczyńskiego, zaś piętro z czasów Andrzeja Leszczyńskiego.
Andrzej Leszczyński – wojewoda brzeskokujawski rozbudował zamek dobudowując dziedziniec z renesansowymi krużgankami wokół nowych budynków i założył bibliotekę. Zamek odwiedzał prawdopodobnie król Stefan Batory. Około 1620 roku murowany zamek został otoczony niezachowanymi ziemnymi fortyfikacjami bastionowymi. Ostatnim właścicielem z rodu Leszczyńskich był Rafał – ojciec Stanisława Leszczyńskiego – króla Polski.
Kolejnym właścicielem był Dymitr Jerzy Wiśniowiecki (w latach 1677–1682), później książę Józef Karol Lubomirski herbu Śreniawa (1683–1720). Pod koniec XVII wieku dobudowano do zewnętrznej części skrzydła zachodniego barokową galerię zdobioną stiukami.
Następnymi właścicielami byli książę Paweł Sanguszko, Jacek Małachowski, Józef Potocki, Jan Krasicki. Krasiccy jako właściciele zamku przeprowadzili prace remontowo-adaptacyjne wskutek których zamek częściowo utracił swoją dotychczasową formę fortyfikacji. Według tradycji zamek przed śmiercią odwiedził Ignacy Krasicki. Krasiccy powiększyli także zamkową bibliotekę i umieścili w zamku wiele dzieł sztuki, prawdopodobnie przechowywali na zamku także część pamiątek po Ignacym Krasickim. Po pożarze w 1849 roku, Krasiccy, ze względu na wysokie koszty, nie byli w stanie wyremontować zamku. Zrujnowaną budowlę kupił w 1867 roku Feliks Dolański herbu Korab z Grębowa. W roku 1898 zamek ponownie płonął. Odbudowę powierzono Tadeuszowi Stryjeńskiemu. W kaplicy zamkowej zaznaczony został przez niego styl krakowskiej secesji. Witraże zaprojektowane zostały przez Józefa Mehoffera, a autorem obrazu ołtarzowego „Matka Boska Niepokalana” był Jacek Malczewski. W ramach odbudowy zamek pokryto nową dachówką, zlikwidowano ogródek znajdujący się na dziedzińcu i położono tam kamienną posadzkę. Oprócz tego odnowiono zamkowe wnętrza. W czasie I wojny światowej zamek był wykorzystywany przez wojska rosyjskie jako siedziba sztabu jednej z armii. Po wojnie Dolańscy wyposażyli zamek w wodociągi i go zelektryfikowali. 
Ostatnim właścicielem był Roman Dolański (zm. 1956), który stracił zamek w wyniku reformy rolnej z 1945 roku. 
W czasie II wojny światowej w zamku znajdował się niemiecki zarząd powierniczy. Na początku 1944 roku zamek został zajęty przez Wermacht, a część jego pomieszczeń zamieniono w magazyn sprzętu wojskowego i broni. Zamek i znajdujące się w nim składy broni ochraniała 14. dywizja Wafen SS-Galizien. W czerwcu 1944 roku lokalne oddziały Batalionów Chłopskich pod dowództwem Stanisława Ordyka planowały zdobycie zamku i znajdującego się w nim sprzętu wojskowego (do tego celu w pobliżu Baranowa Sandomierskiego zebrano około trzystu żołnierzy Batalionów Chłopskich). Akcje odwołano, ponieważ odkryto, że Niemcy zaplanowali atak Batalionów na zamek oraz postawili w stan gotowości okoliczne oddziały Wermachtu, ogłosili alarm w stacjonującej w Nagnajowie jednostce artylerii i sprowadzili dodatkowe oddziały żandarmerii. 
Czasy drugiej wojny światowej i krótki okres po jej zakończeniu w tragiczny sposób odbiły swoje piętno na stanie technicznym zamku. Nie dbali o niego ani hitlerowcy, ani tym bardziej Sowieci, którzy zdewastowali jego wnętrza paląc w nich ogniska z posadzek i zabytkowych mebli. Po zakończeniu działań wojennych, ówczesna władza ludowa, przeznaczyła kaplicę na cele społeczne. Budynek zamku zamieniono na stajnie i magazyn GS. Przechowywano w nim zboża i nawozy sztuczne, na potrzeby miejscowej ludności.

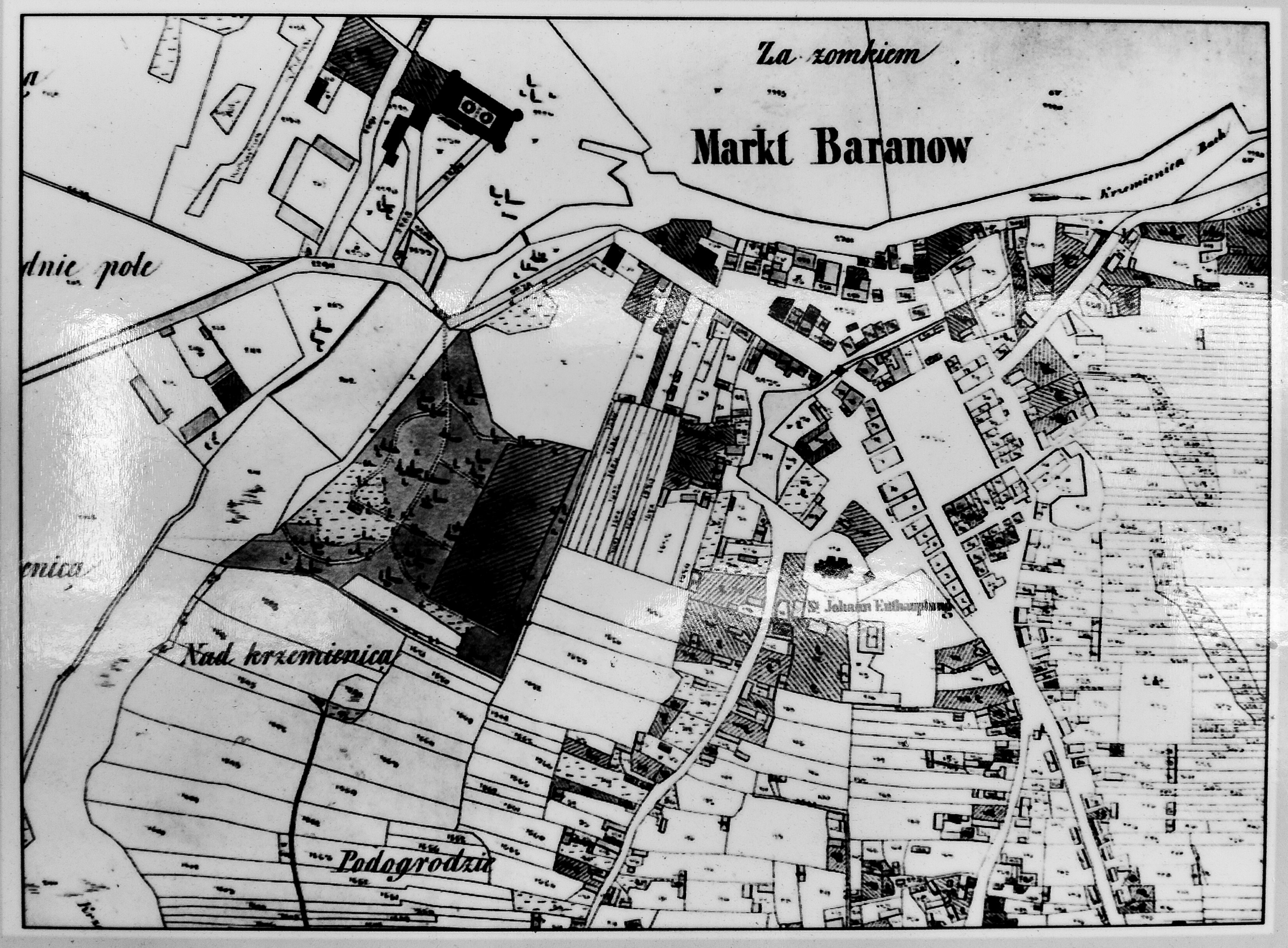
Miasto i zamek w 1850
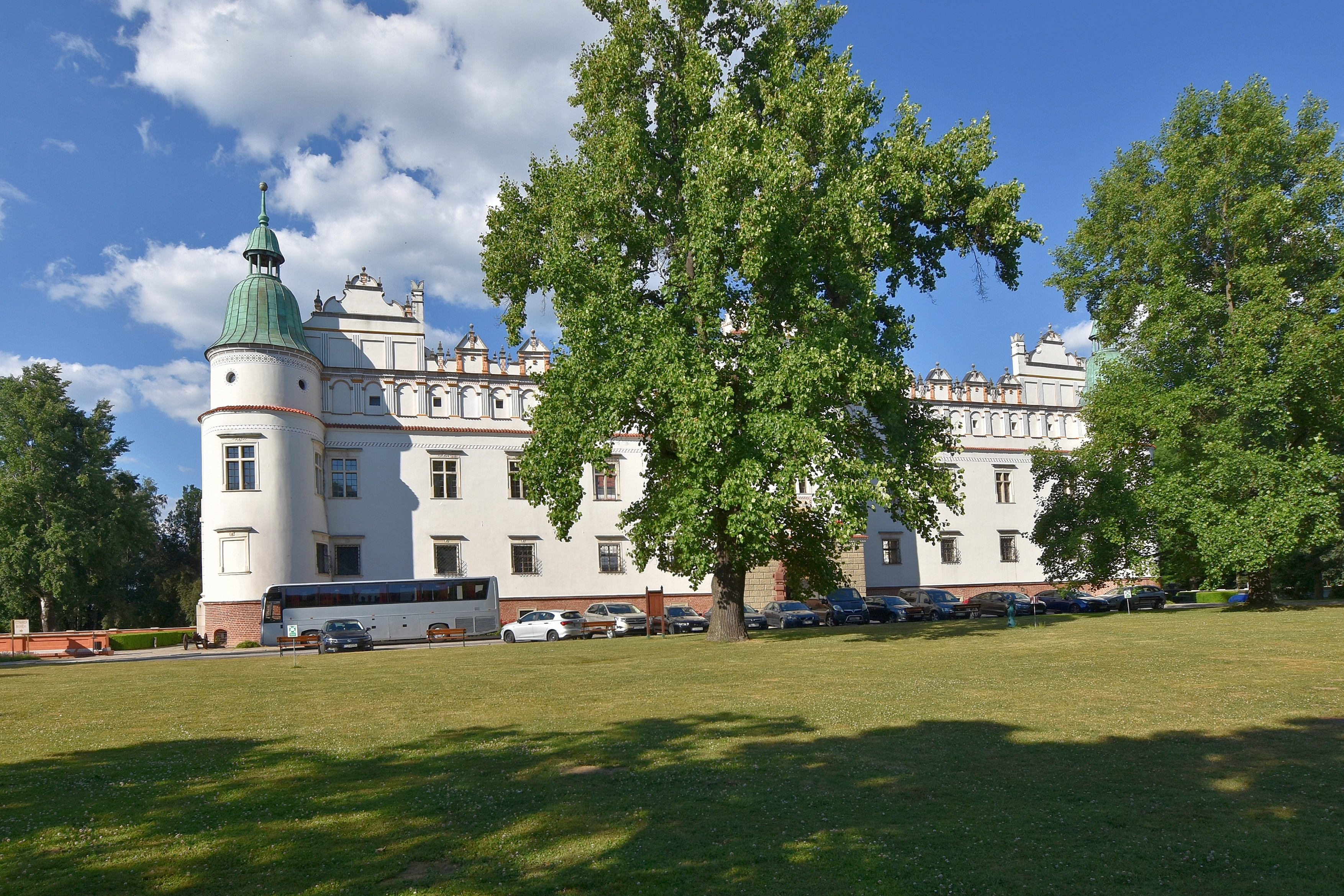
Elewacja frontowa
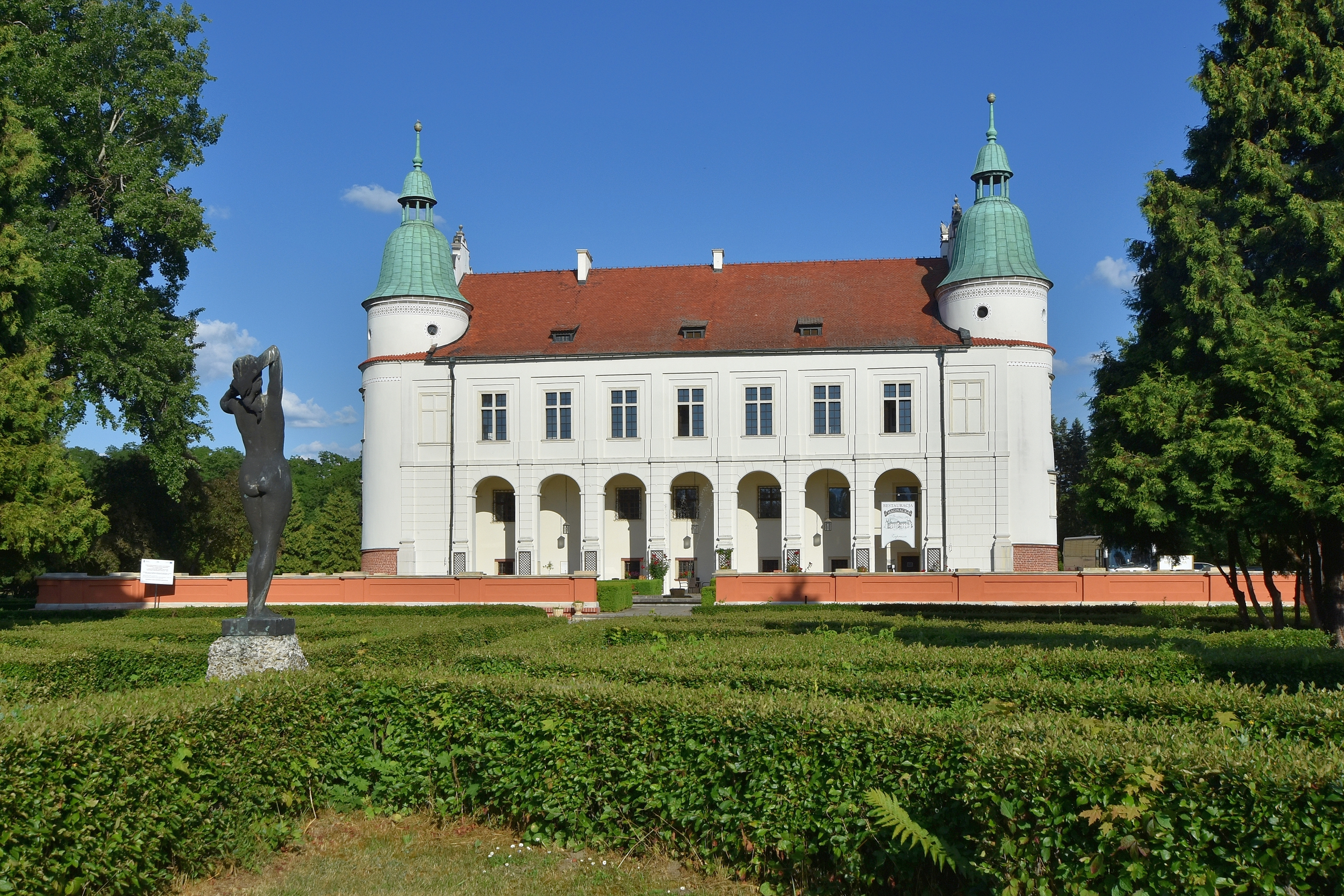
Elewacja zachodnia
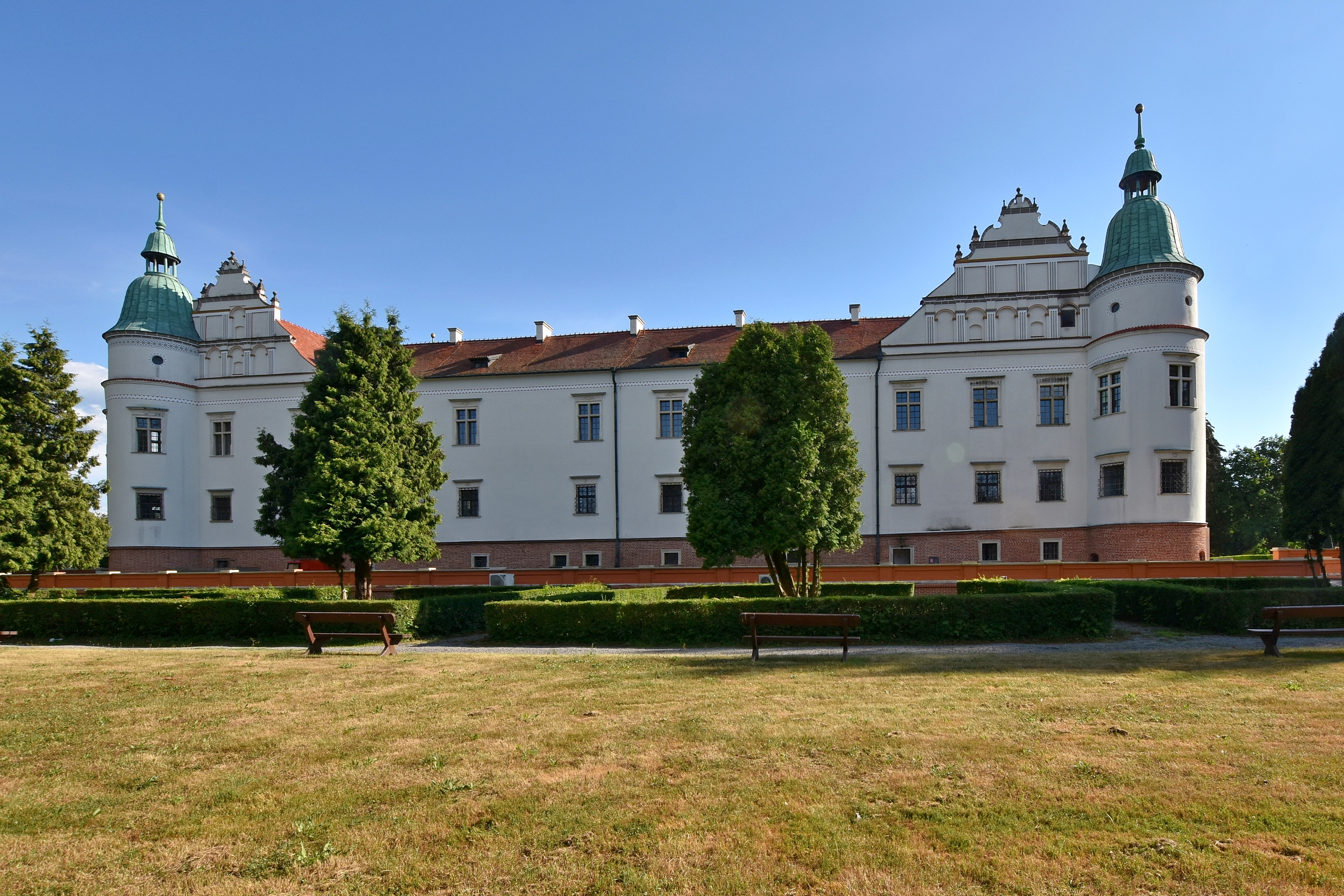
Elewacja północna

W latach 1959–1968 zamek został odnowiony i odrestaurowany pod kierunkiem profesora Alfreda Majewskiego.
W styczniu 1968 roku przekazano zamek Kopalniom i Zakładom Przetwórczym Siarki „Siarkopol” w Tarnobrzegu. Do 1995 istniało w zamku muzeum Zagłębia Siarkowego. Od lipca 1997 roku właścicielem zamku jest Agencja Rozwoju Przemysłu SA w Warszawie. 
Od lat 60. XX w. prowadzone były prace przy zagospodarowaniu terenu wokół zamku, zmodyfikowano układ drożny, budynki gospodarcze przebudowano na hotel, wprowadzono nową kompozycję parkową wg. projektów prof. Gerarda Antoniego Ciołka i Alfreda Majewskiego, do przetrzebionego drzewostanu wprowadzono wiele nowych nasadzeń.
Część pomieszczeń jest udostępniona zwiedzającym. W zamkowych podziemiach znajduje się największe w Europie czółno wydłubane z pnia drzewa, wystawa ćmielowskiej porcelany oraz fotografii. Dla zwiedzających udostępniona jest również zbrojownia rycerska. Możliwość wynajęcia restauracji zamkowej na imprezy okolicznościowe (sympozja, wesela). W pobliżu zamku znajduje się hotel i basen. W zamkowych salach, krużgankach i dziedzińcu kręcony był serial Czarne chmury oraz filmy: Barbara Radziwiłłówna i Klejnot wolnego sumienia. W podziemiach baranowskiego zamku znajduje się udostępniona dla zwiedzających zbrojownia rycerska, w której odbywają się często wystawy czasowe. W zamkowych wnętrzach znajduje się Restauracja Magnacka oraz sale biesiadne. Na terenie zamku oraz zamkowego hotelu znajdują się specjalne sale konferencyjne. W okresie wakacyjnym na terenie zamku odbywają się kolonie tematyczne dla dzieci i młodzieży z całej Polski.

## Architektura

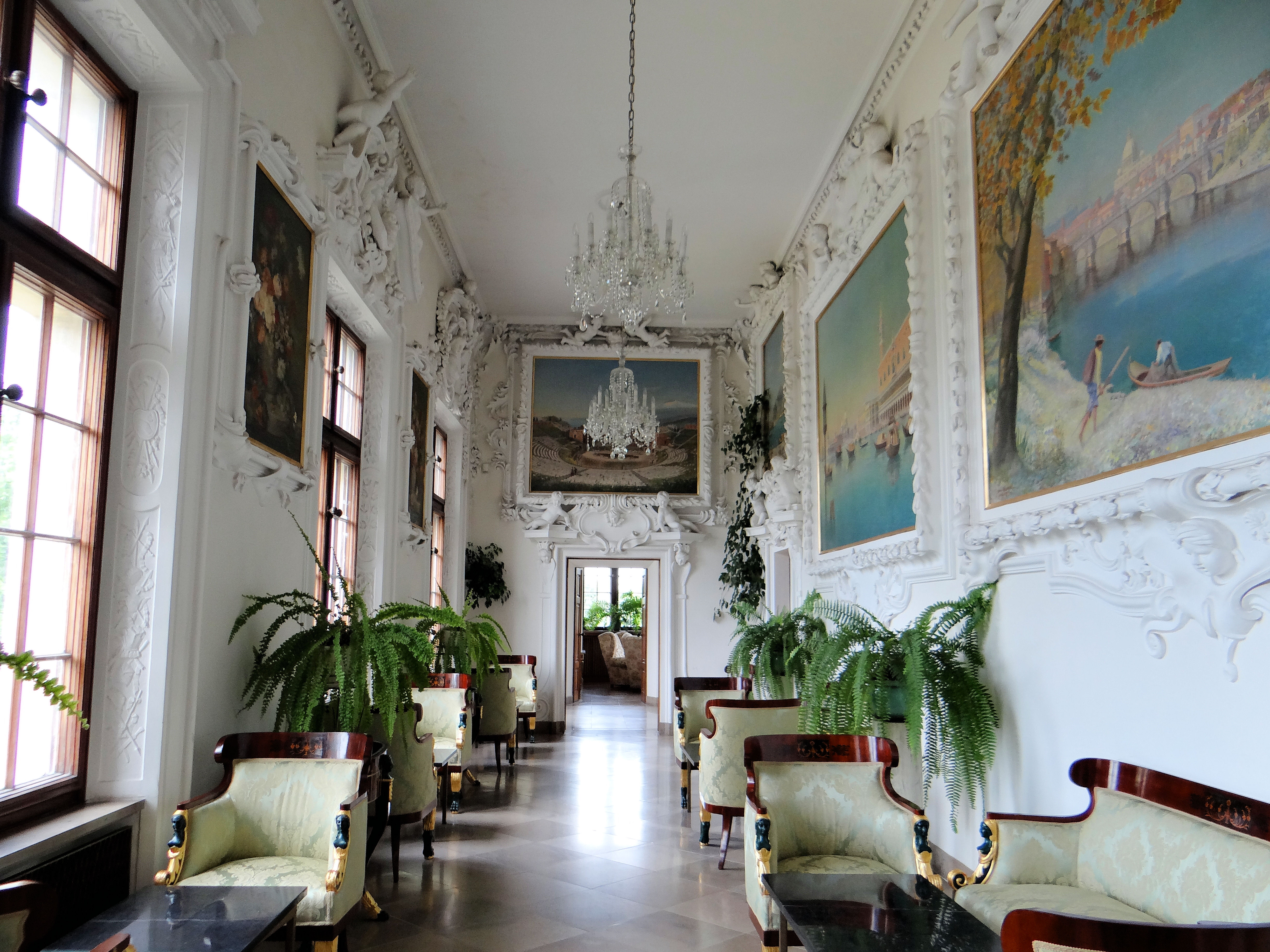
Galeria Tylmanowska

Do najważniejszych zamkowych atrakcji należą Galeria Tylmanowska (stworzona przez Tylmana z Gameren), secesyjna kaplica oraz baszta Falconiego (stworzona przez Jana Chrzciciela Falconiego) ze złotymi zdobieniami. Zamek jest zbudowany w stylu późnorenesansowym oraz palazzo in fortezza. Ma trzy kondygnacje. Na kolumnach krużganków znajdują się maszkarony. Na zamkowym murze znajduje się zabytkowy zegar słoneczny z łacińskim napisem Amcis qualibet hora. Zamek jest zbudowany na planie prostokąta, w jego narożach znajdują się okrągłe baszty. Otoczony z trzech stron dwukondygnacyjnymi arkadowymi krużgankami pokrytymi sklepieniem krzyżowym zamkowy dziedziniec znajduje się na podwyższeniu, co tłumaczy się częstymi wylewami rzek. Od południa całość jest zamknięta ścianą parawanową. W zamku znajduje się wiele polichromii herbowych. Na frontowej elewacji znajduje się attyka. Z pierwszego piętra na dziedziniec prowadzą schody wachlarzowe; dwa biegi klatki schodowej łącząc się tworzą loggię.

## Akustyka
Rezydencja posiada nietypową akustykę. Otwarcie okna w komnacie powoduje, że szum zza okna (np. fontanny) jest kilka razy głośniej słyszalny w przeciwległej ścianie. Fakt ten wykorzystywał powojenny właściciel – zakład Siarkopol, który sprowadzał do zamku na występy muzyków, kompozytorów i artystów z całego kraju.

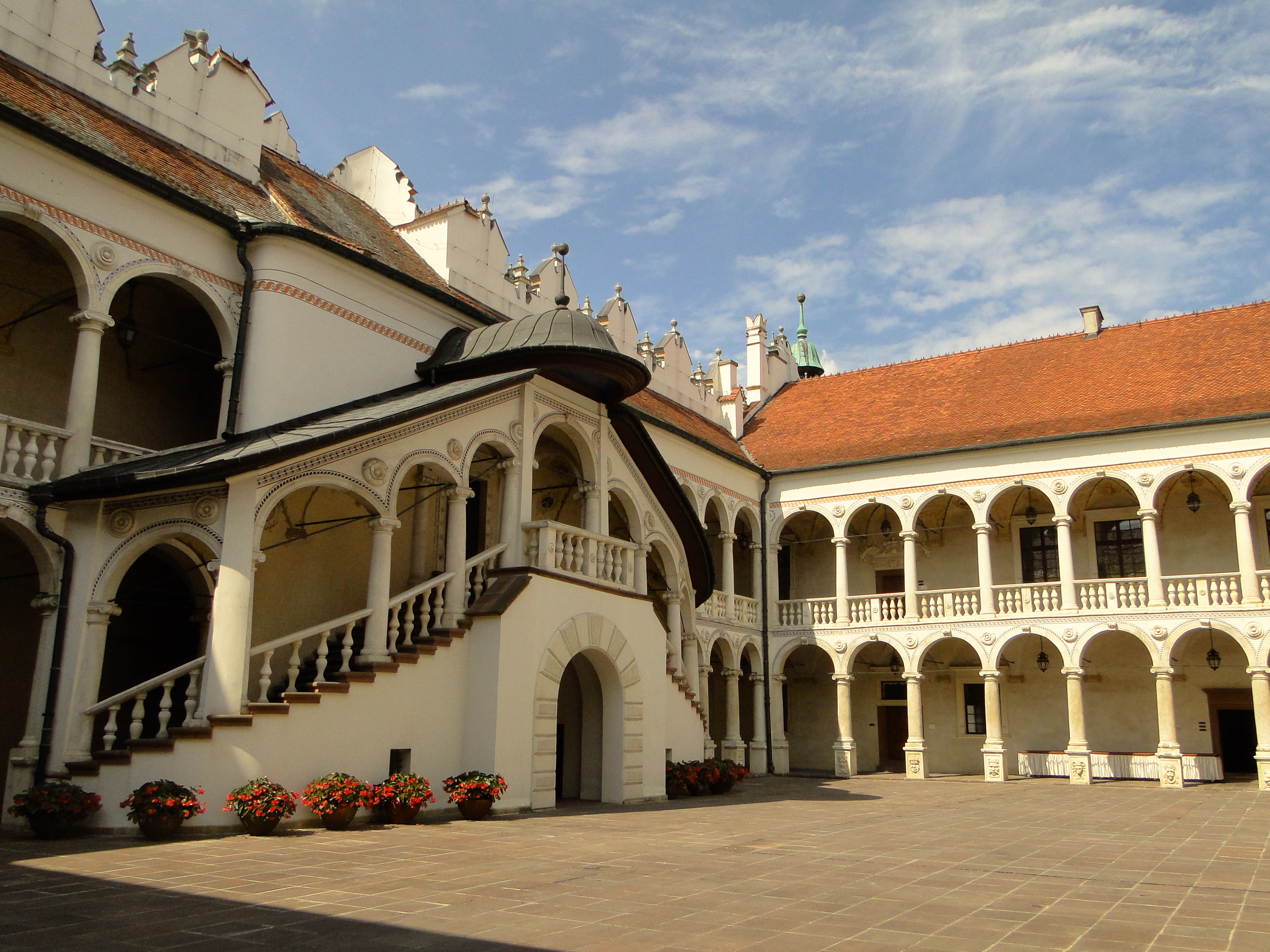
Dziedziniec
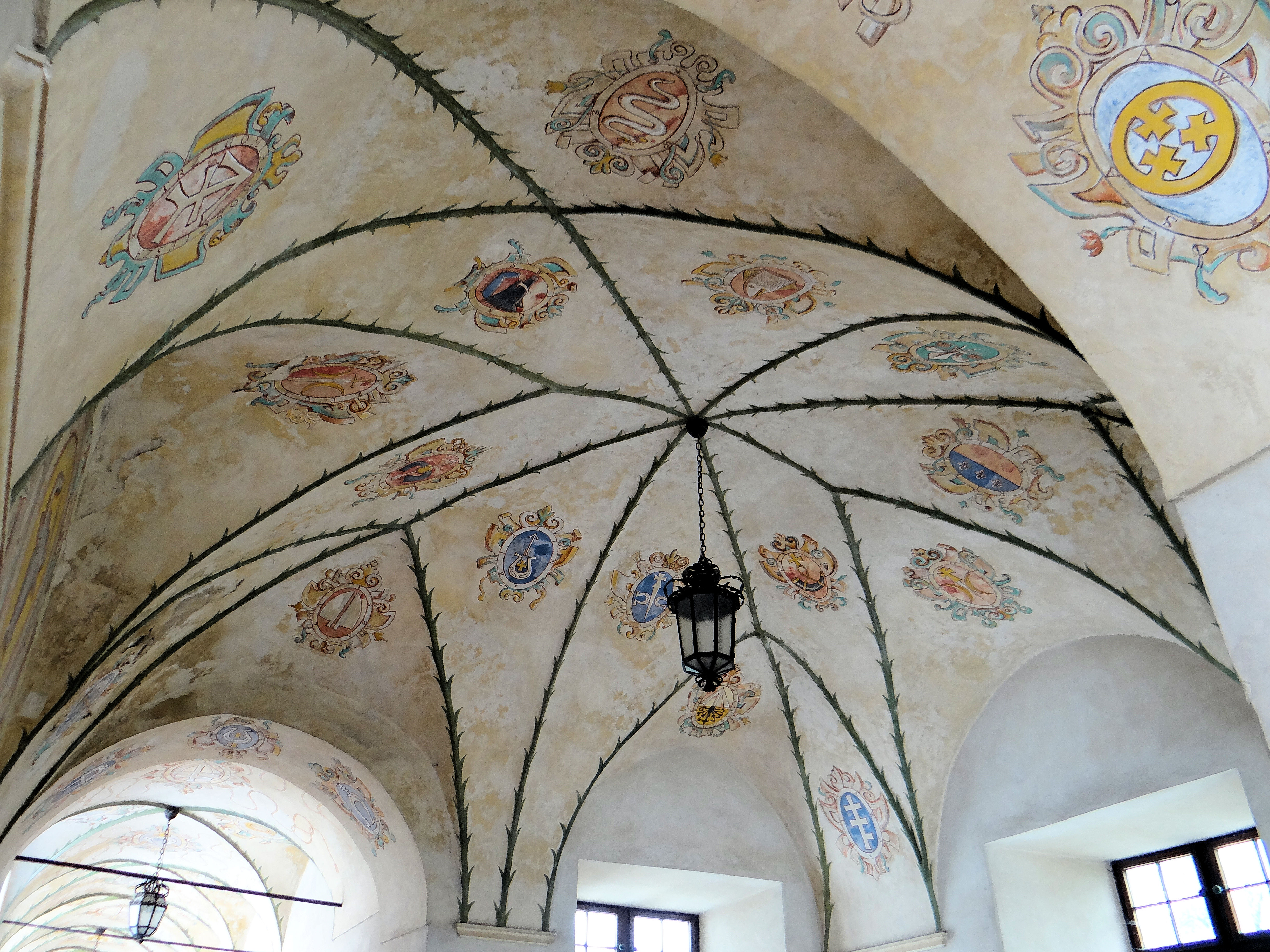
Polichromia herbowa
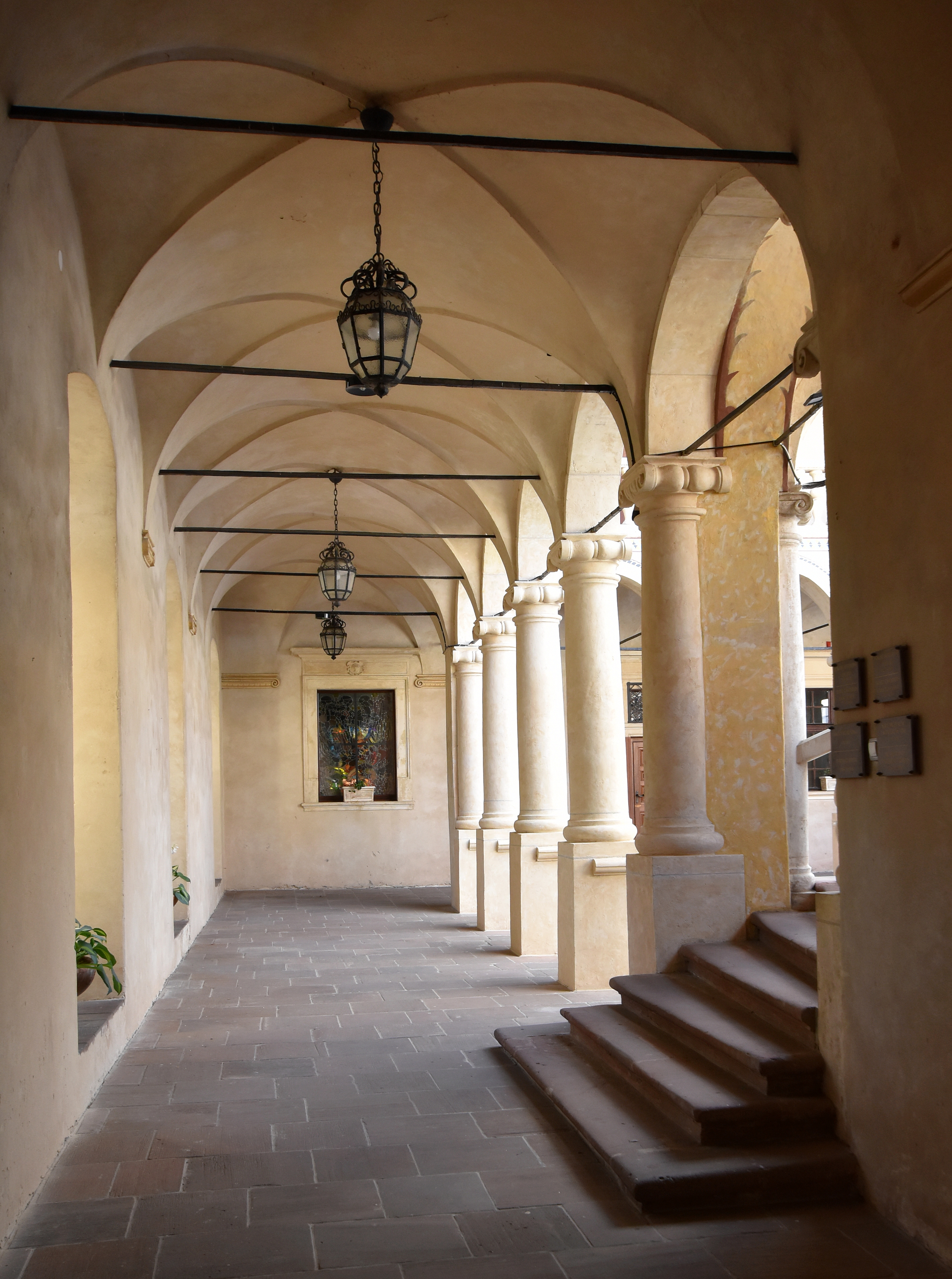
Krużganek

## Zamkowe ogrody
Zamek otoczony jest 14-hektarowym obszarem parkowym. W parku znajdują się ogrody w stylu angielskim, francuskim oraz włoskim. Park powstał dzięki działalności Stanisława Karola Dolańskiego (syna Feliksa), który przeprowadził wokół zamku prace melioracyjne (w ramach których wyregulowano koryto Babulówki i stworzono wały przeciwpowodziowe); na osuszonych terenach dookoła zamku założono park. Na terenie zamkowego parku można spotkać także dwa pomniki przyrody: zasadzony w 1901 roku klon zwyczajny oraz zasadzony w 1897 roku tulipanowiec amerykański. W zamkowym parku zaobserwować można 23 gatunki ptaków, między innym są to: gołąb grzywacz, sikory – bogatka i modraszka, szpak, kawka, kulczyk, pokrzewka kapturka, dzwoniec, kwiczoł, kos, drozd śpiewak, wróble – domowy i mazurek, kowalik, pliszka siwa, pierwiosnek, sierpówka, rudzik, kopciuszek oraz dzięcioł zielony. Na terenie parku znajduje się także Zamkowa Akademia Golfa, przy której znajduje się oranżeria z zapleczem gastronomicznym. W parku znajduje się także bogaty drzewostan; w ogrodach spotkać można następujące gatunki drzew: cis pospolity, dąb dachówkowaty, dąb szypułkowy, daglezja zielona, lipa drobnolistna, miłorząb dwuklapowy, platan klonolistny, sosna wejmutka, świerk pospolity, klon zwyczajny, tulipanowiec amerykański, żywotnik olbrzymi, dąb czerwony, klon czerwony, jałowiec wirginijski, katalpa (surmia), akacja, magnolia oraz jabłoń niska.

## Znaczenie
Sławomir Odrzywolski, który w końcu XIX wieku pierwszy dokonał pomiarów architektonicznych zamku i opublikował pierwszą jego monografię, stwierdził: stanąć on może śmiało obok zamku na Wawelu, nie ustępując w bogactwie ornamentacyjnym dziedzińca. Opinia ta była podstawa ukucia dla budowli tytułu Mały Wawel. Zamek jest również nazywany Perłą Renesansu. Gerard Ciołek wykazał, że baranowskie krużganki skonstruowano na zasadzie złotego cięcia i posiadają tę geometryczną prawidłowość, która stanowiła podstawę harmonii architektury renesansu.

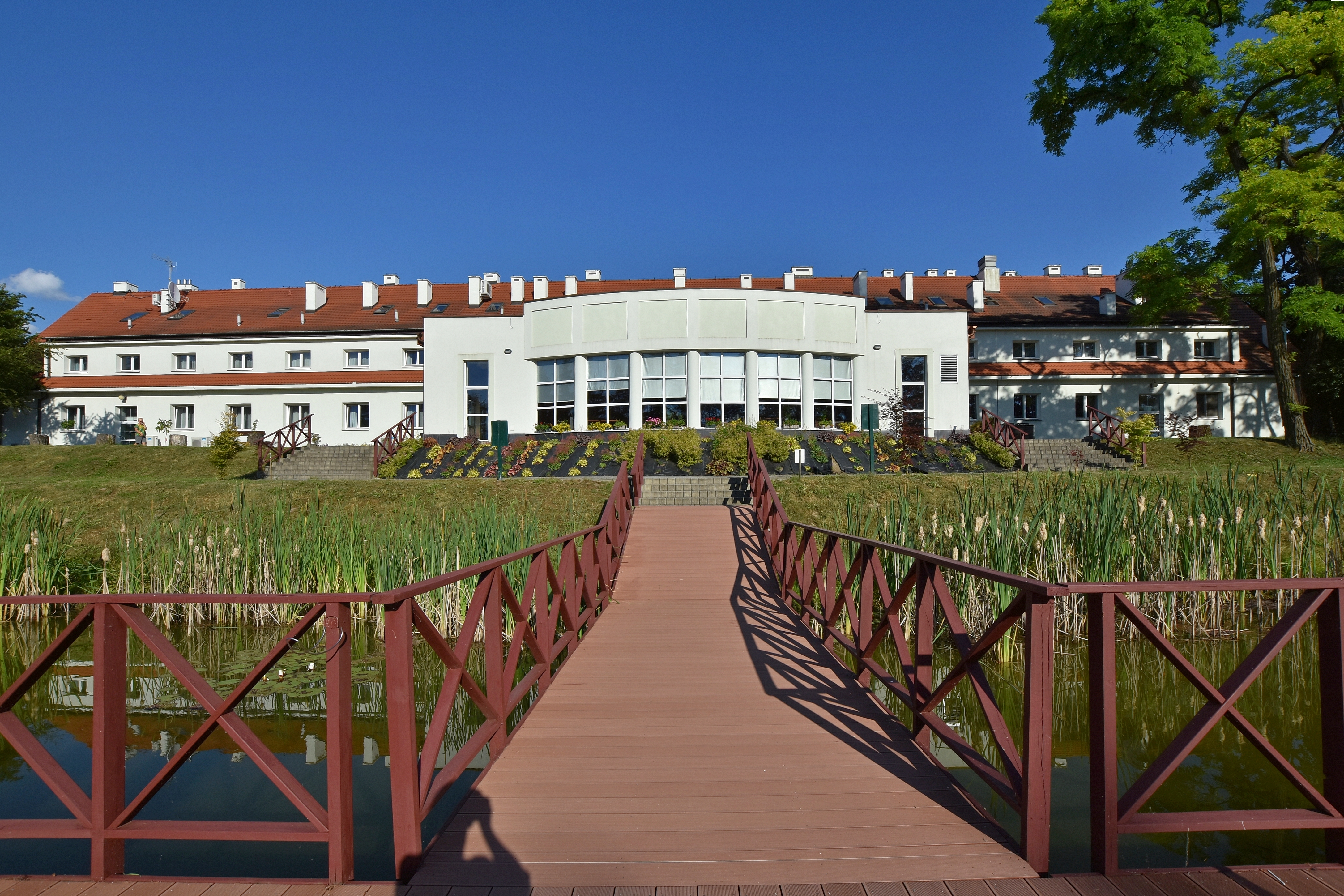
Hotel w parku zamkowym
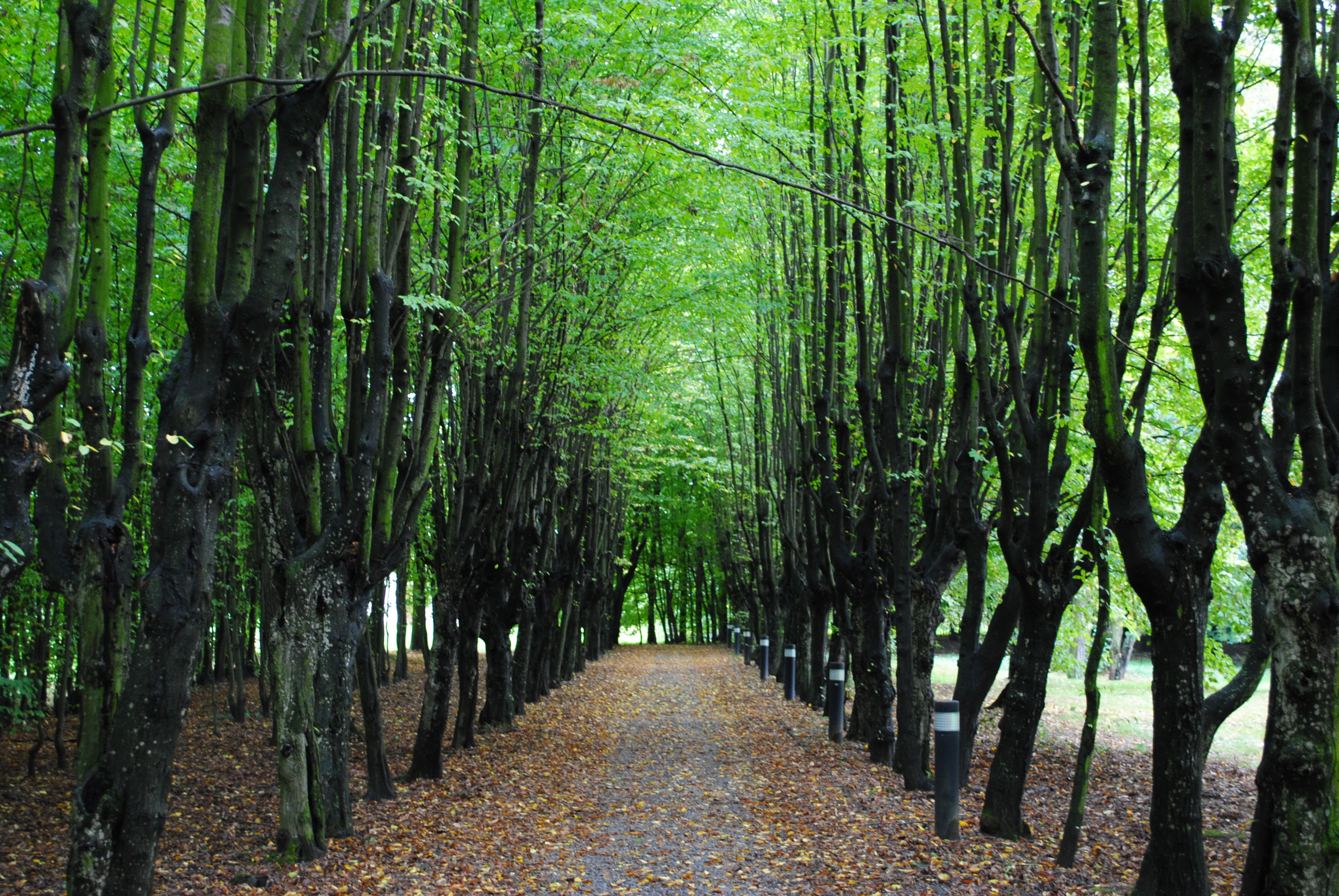
Aleja w parku zamkowym
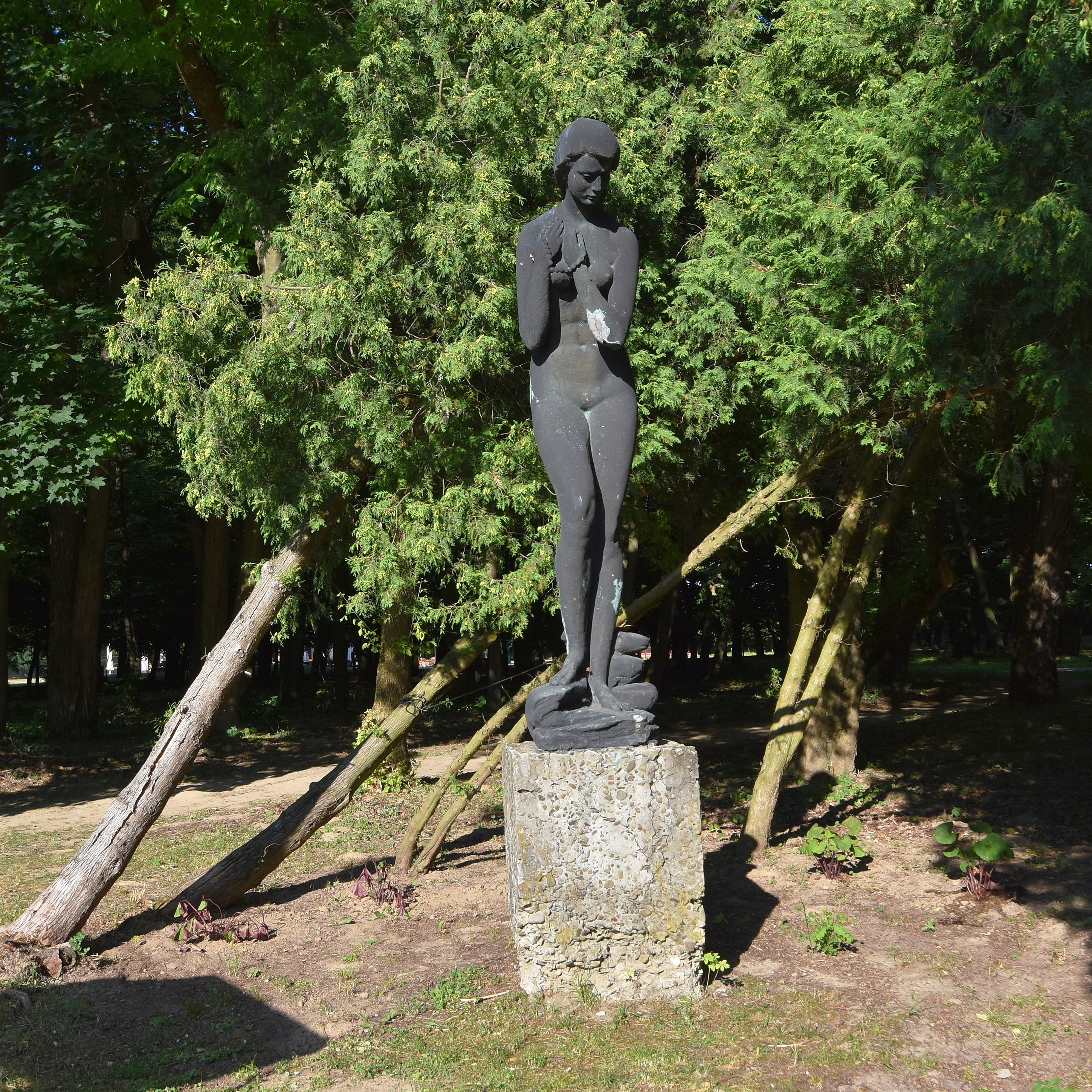
W parku zamkowym